# Pfarrkirche Röhrenbach

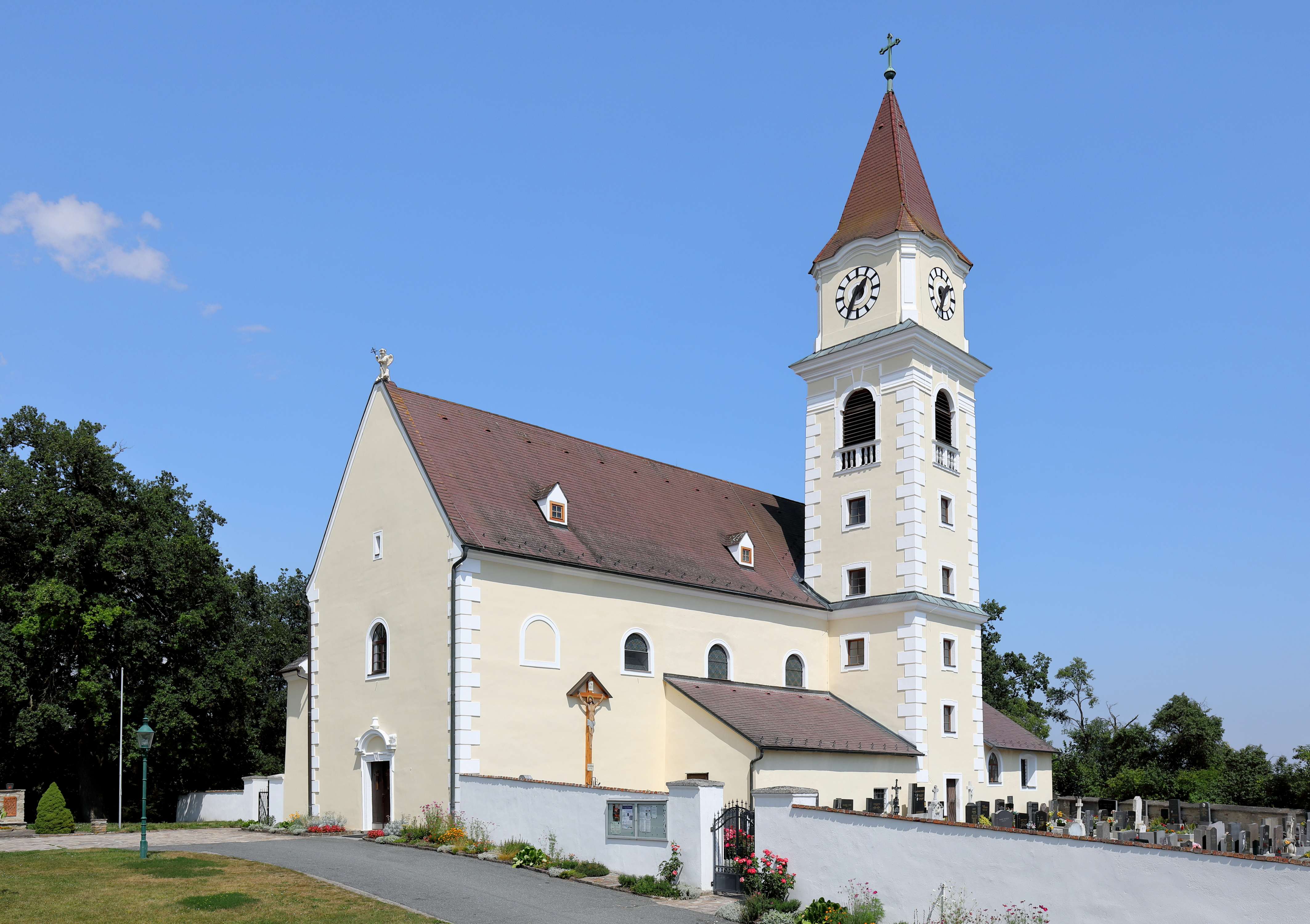
Pfarrkirche hl. Michael

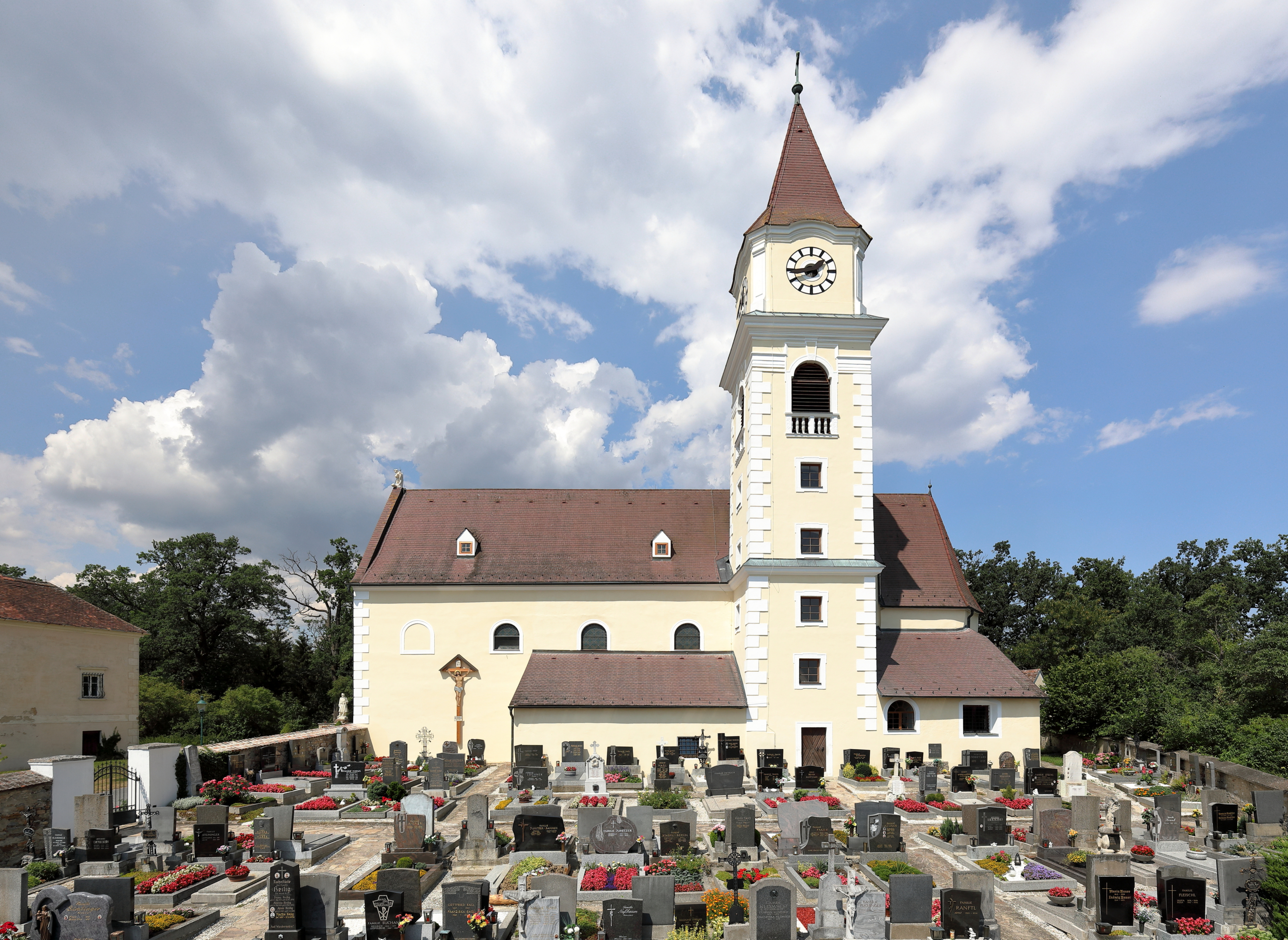
Südansicht der Pfarrkirche

Die  Pfarrkirche Röhrenbach bzw. Pfarrkirche Maria Eich ist die Pfarrkirche der Pfarre Röhrenbach in der niederösterreichischen Gemeinde Röhrenbach im Bezirk Horn. Die auf den heiligen Michael geweihte Kirche gehört zum Dekanat Horn in der Diözese St. Pölten. Die einschiffige Pfarrkirche inmitten des Friedhofs bildet mit dem Pfarrhof und den ehemaligen Wirtschaftsgebäuden einen eigenen Komplex außerhalb der Ortschaft Röhrenbach und wird als Eich-Maria (Maria Eich) bezeichnet. 
Ursprünglich eine romanische Chorquadratkirche wurde die Kirche um 1500 mit einem spätgotischen Chor mit Fünfachtelschluss erweitert. In der Zeit von etwa Mitte des 17. Jahrhunderts bis ins 1. Viertel des 18. Jahrhunderts wurde die Kirche umfassend umgebaut sowie umgestaltet und erhielt dabei im Wesentlichen ihr heutiges Erscheinungsbild. Unter anderem wurde dabei der Turm errichtet und die Kirche barockisiert.

## Kirchen- und Pfarrgeschichte
Die Anfänge des kirchlichen Lebens reichen bis in die 2. Hälfte des 11. Jahrhunderts zurück. Im Jahre 1251 schenkte Gertrud, Witwe Hermanns von Kärnten, die Pfarre dem Stift Altenburg und  1427 wurde die Kirche, so wie der Ort, durch die Hussiten verwüstet. Am Ende des 16. Jahrhunderts wurde das Kirchensilber der Pfarre, bestehend aus einer silbernen Monstranz, zwei Kelchen und einem Kreuz, zur größeren Sicherheit im Schloss Greillenstein verwahrt. Um diese Zeit der konfessionellen Gegensätze befand sich kein Pfarrer in Röhrenbach und die Seelsorge wurde von Altenburg aus versehen. Erst um die Mitte des 17. Jahrhunderts wurde Röhrenbach wieder vollkommen katholisch und in Folge wurde die Kirche umgebaut.
Größere Restaurierungen der Kirche gab es 1860/1861 und 1900. 2006 erhielt die Pfarrkirche ein vollständig neues Geläut; bestehend aus sieben Bronze-Glocken, die die Glockengießerei Perner aus Passau goss.